# Moteur-roue d'Hydro-Québec
Le moteur-roue d'Hydro-Québec est un moteur-roue inventé en 1994 par l'équipe du physicien Pierre Couture, travaillant pour Hydro-Québec. Il visait au remplacement du moteur à combustion, utilisé dans la grande majorité des véhicules automobiles, par quatre moteurs électriques situés dans les roues de la voiture et alimentés par une batterie. Cette dernière se rechargeait lors du freinage du véhicule ainsi qu'à l'aide d'un réseau domestique d'électricité.
Objet de promesses électorales faites par les libéraux au pouvoir lors de la campagne électorale de l'Élection générale québécoise de 1994 et démontrant des performances prometteuses dans un reportage télévisuel de l'émission de culture scientifique Découverte, le projet cristallise un sentiment de réussite québécoise dans une tranche de la population,,.
Devant une absence de liens solides avec le milieu des constructeurs automobiles, la société décide d'abandonner le projet, voire de le vendre, en 1995, ce qui suscitera maintes interrogations,,.
Une dizaine d'années plus tard, un nouveau groupe présente un nouveau moteur, qui n'est plus un moteur-roue, appelé l'Electric TM4.

## Historique
Le 19 août 1994, le premier ministre du Québec Daniel Johnson annonce, lors de la campagne électorale de l'élection générale québécoise de 1994, un programme de 100 millions de dollars canadiens (CAD) afin de créer une industrie du véhicule électrique québécoise dont l'objectif est de concevoir, fabriquer et commercialiser une voiture électrique pour l'an 2000. Il nomme un comité de cinq personnes, dont les présidents des compagnies Bombardier Inc. et Chrysler Canada ainsi que le président de la société d'État Hydro-Québec, pour encadrer le projet. Une dizaine de jours plus tard, le 30 août 1994, une équipe de chercheurs d'Hydro-Québec, dirigée par l'ingénieur Pierre Couture, dévoile officiellement un prototype de voiture électrique qui sera propulsée par des moteurs-roues. Construite à partir d'une Chrysler Intrepid, la voiture est allégée de ses composantes mécaniques traditionnelles, comme la transmission, permettant ainsi de fermer le dessous du véhicule et d'augmenter son aérodynamisme. Le moteur-roue développé par l'équipe de Couture récupère également l’énergie nécessaire au freinage, fonctionnant alors à l’envers et rechargeant les accumulateurs. Enfin, les différents tests effectués en laboratoire montraient que le moteur-roue développé par Hydro-Québec dépassait les moteurs conventionnels aussi bien par son efficacité énergétique que par sa puissance,,.
Par la suite, les moteurs furent couplés à une génératrice à essence fournissant l'énergie manquante pour recharger les accumulateurs. Ce système permit de diminuer d'environ 80 à 85 % la consommation d'essence du véhicule initial,. Ce dernier devait également être rechargé à l'aide d'une prise électrique. Couture affirmait qu'une voiture électrique de ce genre serait rechargée une fois par jour. Il estimait le coût d'électricité à environ 1 CAD au 100 km.
Au cours de la période s'étendant de l'automne 1994 à l'été 1995, l'équipe de Couture continue à développer la voiture électrique et acquiert plusieurs brevets américains. Elle relève également de nombreux défis technologiques tels la miniaturisation et l'intégration aux roues d'un convertisseur de courant continu en courant alternatif.

### Départ de Pierre Couture et poursuite des activités
Aux élections de septembre 1994, le gouvernement libéral de Daniel Johnson est remplacé par le Parti québécois de Jacques Parizeau. Les priorités du gouvernement changent. À l'été 1995, après un certain enthousiasme initial envers le projet, le président d'Hydro-Québec Armand Couture demande à Pierre Couture s'il est possible de vendre le moteur développé par son équipe et à quel prix. Le 3 août 1995, le conseil d'administration d'Hydro-Québec annonce l'abandon du projet. Lors d'une conférence de presse, Jacques Germain, représentant la société d'État, affirmera « On est tout p'tit l'Hydro comparativement à GM, Ford et Chrysler, puis il faut faire comme de la guérilla technologique et se concentrer là où on est forts et aller très vite pour protéger la propriété intellectuelle ». Pierre Couture démissionnera du projet une semaine plus tard.
De nombreuses critiques ont fusé à propos de l'interruption du projet de développement du moteur-roue électrique d'Hydro-Québec. Une lettre de protestation, signée par 17 collaborateurs au projet, fut envoyée au conseil d'administration de la société, sans résultats. Plusieurs ont vu, dans l'abandon de ce projet, une répétition de l'histoire de l'Arrow, un avion canadien développé dans les années 1950 et abandonné par la suite.
Le développement du moteur-roue et des technologies y étant liées ont été poursuivis au cours des années suivantes par le biais d'une filiale d'Hydro-Québec créée en 1998, TM4 Systèmes électrodynamiques. Les efforts promotionnelsde la compagnie ont notamment donné lieu à un partenariat avec Michelin[source secondaire souhaitée] qui sera par la suite abandonné. TM4 a par la suite développé deux versions différentes de moteurs-roues pour la Peugeot Quark[source insuffisante] et la Citroën C-Métisse, deux véhicules concept n’étant toutefois pas destinés à la production.
Pour répondre aux demandes de ses principaux clients, notamment SVE (groupe Dassault) et Tata Motors, TM4 a, vers la fin des années 2000, principalement recentré ses activités vers des systèmes de motorisation utilisant des moteurs électriques centraux.
Pour le physicien Pierre Langlois, auteur du livre Rouler sans pétrole, l’avenir de la voiture hybride se trouve dans le moteur-roue développé par Pierre Couture.

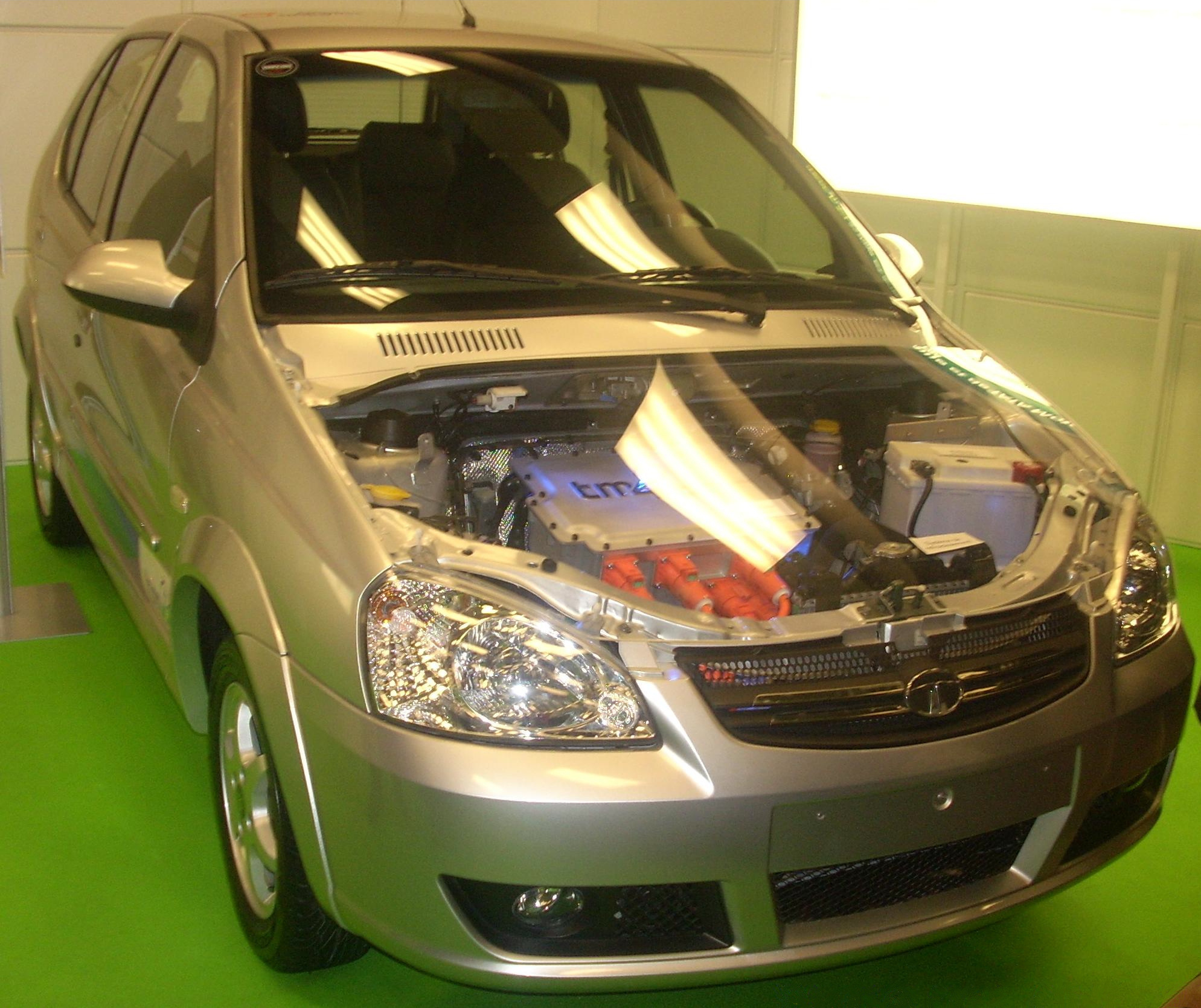
La Tata Indica EV, équipée du moteur TM4 Motive.

### TM4 Systèmes électrodynamiques
L'héritier du moteur de Pierre Couture, le moteur électrique central TM4 MΦTIVE, est commercialisé par une filiale d'Hydro-Québec qui s'est associée au groupe Dassault dans le développement d'un véhicule électrique, la Cleanova. Des prototypes ont été construits en 2006.
En 2009, les firmes Tata Motors et la danoise Miljø ont choisi le TM4 pour équiper une version de démonstration du modèle Indica Vista, qui sera[Quand ?] testé en Norvège,. Peu de temps après cette annonce, Hydro-Québec reprend le contrôle de 100 % de l'actionnariat de TM4.